# Kanton Ajaccio-6
Kanton Ajaccio-6 (francouzsky Canton d'Ajaccio-6) je francouzský kanton v departementu Corse-du-Sud v regionu Korsika. Tvoří ho městská část města Ajaccio